# Knin
Knin (wł. Tenin, węg. Tinin, serb. Kнин) – miasto w Chorwacji, w żupanii szybenicko-knińskiej, siedziba miasta Knin. Jest położony w pobliżu źródeł rzeki Krka. W 2011 roku liczył 10 633 mieszkańców.
Leży przy linii kolejowej Zagrzeb – Split (pierwsze połączenie kolejowe w latach 80. XIX w., ze Splitem i Szybenikiem), średniowieczna stolica Królestwa Chorwacji, w latach 1991–1995 stolica Republiki Serbskiej Krajiny.

## Historia
Po raz pierwszy wzmiankowany w X wieku. Knin był stolicą Królestwa Chorwacji około 1080 roku, podczas rządów króla Dymitra Zwonimira. W 1522 roku zdobyty przez Turków. W 1688 roku zdobyty przez wojska Republiki Weneckiej.
Knin został przyłączony do Austrii razem z Dalmacją w 1797 roku na podstawie Pokoju z Campo Formio.

## Demografia
Przed wybuchem walk chorwacko-serbskich w mieście zdecydowanie dominowali Serbowie (85,5% mieszkańców w 1991 roku); w 2001 roku najliczniejszą narodowością byli Chorwaci (76,5%), a liczba Serbów, uciekających przed chorwackim wojskiem, zmniejszyła się do 20,8%.

## Gospodarka
W mieście rozwinął się przemysł maszynowy, chemiczny, cementowy oraz spożywczy.